# Malagmalag jezici
Malagmalag jezici, jedna od četiri skupine jezične porodice daly koja obuhvaća jezike što se govore u Sjevernom teritoriju, Australija. Porodicu daly sačinjavaju sa skupinama bringen-wagaydy, murrinh-patha i jezikom marriammu [xru], koji čini posebnu istoimenu podskupinu.
Malagmalag jezici dijele se na dvije podskupine s ukupno 4 jezika, Daly Proper (2 jezika) i Malagmalag vlastiti (2 jezika).
U vlastite malagmalag jezike pripadaju: mullukmulluk [mpb] 9 govornika (1988 SIL) i tyaraity [woa], 10 (Black 1983).

## Vanjske poveznice
- Ethnologue (14th)
- Ethnologue (15th)